# برزدن
latitudeبرزدنlongitudeبرزدن
برزدن (به انگلیسی: Bearsden) یک منطقهٔ مسکونی در اسکاتلند است که در دونبارتونشر شرقی واقع شده‌است.

## خصوصیات
برزدن ۲۷٬۹۶۷ نفر جمعیت دارد.